# Marie de France (poétesse)
Pour les articles homonymes, voir Marie de France.
Œuvres principales
« Lais », ca. 1165.
Isopet, ca. 1175.
L'Espurgatoire Seint Patriz, ca. 1190.
Marie de France (fl. 1160-1210) est une poétesse de la « Renaissance du XIIe siècle », la première femme de lettres en Occident à écrire en langue vulgaire. Elle appartient à la seconde génération des auteurs qui ont inventé l'amour courtois.
Ses courts récits en vers, improprement appelés Lais de Marie de France, sont une adaptation en langue d'oïl de la matière de Bretagne. Ils ont rencontré un immense succès de son vivant dans toutes les cours de France et d'Angleterre dont ils célèbrent l'idéal chevaleresque, puis, la mode de la chevalerie expirant durant la guerre de Cent Ans, ont été oubliés. Ses fables inspirées d'Ésope en revanche ont été lues sans discontinuer du XIIe au XVIIIe siècle, en raison d'une vivacité caractéristique qui a été imitée, en particulier par La Fontaine. Ce sont, à la suite d'une première traduction en anglais, le mouvement romantique et l'engouement pour les études de l'ancien français qui ont fait redécouvrir au XIXe siècle ses contes tirés de lais bretons, qui sont aujourd'hui des classiques. Marie dite de France demeure cependant une énigme, dont rien n'est connu que les écrits et le prénom.

## Mystère biographique

### Surnom
Marie de France est la première femme de lettres d'expression française que l'on connaisse,. Héloïse, qui est de la génération de sa grand-mère, n'a écrit qu'en latin,,. On ne sait rien d'elle, si ce n'est ce qu'elle dit d'elle-même dans l'épilogue de ses Fables :
« Al finement de cest escrit
qu'en Romanz ai traitié e dit
me numerai pur remembrance
Marie ai num si sui de France »
« Au terme de cet écrit,
Qu'en roman j'ai tourné et dit,
Je donnerai mon nom pour la postérité :
J'ai pour nom Marie et je suis de France. »
— trad. L. Bordenave
C'est la raison pour laquelle elle est surnommée depuis au moins la Renaissance « Marie de France ». Les noms de famille désignant un repère topographique d'où provenait le nom patronymique filiatif à l'époque, il était alors usuel de préciser son prénom suivi de sa ville d'origine lorsque la personne était née de père inconnu ou lorsque la filiation était remise en doute (à l'époque les femmes ne pouvait transmettre leur nom de jeune fille) mais aussi pour les orphelins. Le même principe était utilisé lorsque des descendants d'une même famille possédait plusieurs fiefs. Le fait de se désigner sans nom de famille est un possible indice bâtardise ou de l'adoption d'une orpheline ignorant son lieu de naissance.

### Origine inconnue
Le terme de France, au XIIe siècle, est ambigu. Le plus souvent, dans un cadre politique, il désigne le domaine propre des Capétiens, l'Île-de-France et l'Orléanais, mais peut aussi être utilisé pour désigner la totalité du Royaume, territoires des grands vassaux inclus, voire dans un sens littéraire, comme la « douce France » de la Chanson de Roland, l'Empire, chose à laquelle aspirent les Plantagenêt. Il est donc difficile d'en déduire l'origine de la poétesse.
Ses douze lais sont dédiés à un roi, sans doute Henri II Plantagenêt, compte tenu de la faveur qu'y avaient les lettres et du fait qu'elle s'adresse à un public anglophone. Elle enjolive en effet parfois son propos en traduisant quelques mots en anglais. Liée dans cette hypothèse à la cour d'Aliénor d'Aquitaine, elle aurait vraisemblablement vécu un temps, peut-être très long, en Angleterre. Les seigneurs bretons, normands, anglais ou flamands se déplaçaient régulièrement d'un côté de la Manche à l'autre, confiant leurs affaires à leurs femmes. Les épouses ont ainsi assumé un rôle grandissant et joui du loisir d'animer une cour.
Marie, contemporaine de la comtesse de Champagne Marie de France, pourrait être originaire d’Île-de-France, s'il faut entendre en ce sens sa propre déclaration, ou plus probablement de Normandie, seule région dont elle donne des détails, à savoir la côte des Deux-Amants. Bernard Sergent en tire l'hypothèse que Marie de France serait un personnage connu pour avoir vécu à la même époque à proximité, Marie de Beaumont. Léopold Constans et Polycarpe Chabaille (de) affirment qu’elle est née à Compiègne et l’assimilent à une Marie de Compiègne. Sir John Fox la voit comme la fille naturelle de Geoffroy V d'Anjou, père d’Henri II. Elle serait alors la demi-sœur illégitime d'Henri II et serait devenue abbesse du monastère de Shaftesbury en 1181 ou quelques années auparavant. Des médiévistes ont supposé qu'elle avait été abbesse du monastère de Reading. Plusieurs ont suggéré qu'elle pourrait être cette fille de Galéran IV, comte de Meulan, qui épousa Hugues Talbot, vers 1170, et alla vivre avec lui sur ses terres anglaises,,. Carla Rossi étudie l'hypothèse qu'elle fut la sœur de Thomas Becket, l'abbesse de Barking tandis que Philippe Delorme suppose qu'il pourrait s'agir d'Adèle de France, éternelle fiancée de Richard Ier Cœur de Lion, confiée dès l'enfance à la garde d'Aliénor d'Aquitaine, élevée à la cour de Poitiers. L'historien allemand Richard Baum considère que Marie de France n'est qu'un mythe entourant une variété d'auteurs anonymes.
Son identification à Marie de Boulogne, abbesse, donc peut-être lettrée, arrachée à la vie monastique et confrontée aux tourments de la vie conjugale qui font une grande partie de la matière de ses récits, se soutient, très hypothétiquement, de la proximité des comtes de Léon, dont son premier conte reprend des détails qui n'ont pu être transmis que par les bardes exerçant en la riche cour de Mont Relaxe, et des comtes de Flandre, à la famille desquels son mari appartenait. Le lieu où les contacts et échanges entre bardes brittophones et courtisans francophones sont à la fin du XIIe siècle les plus réguliers se trouve être la très brillante cour du duc de Bretagne, Nantes, où se déroule l’intrigue d'un des contes de Marie, Chaitivel. Les conseillers du futur baillistre Geoffroy Plantagenêt, fils d'Aliénor d'Aquitaine marié à l'âge de sept ans à l'héritière du duché, y mènent alors une politique d'intégration politique et culturelle du Penthièvre et du Léon, ex comté rebelle démantelé en 1179, après une campagne militaire de trois années, dont le seigneur Guyomarch, croisé ayant appartenu à la génération des arrière-grands-parents de la poétesse, donne figure au récit qui inaugure la série de ses contes, Guigemar.
Quelles que soient les hypothèses construites a posteriori par les exégètes, « de France » n'a peut-être sous la plume de Marie aucun sens précis sinon que celle-ci a tout simplement voulu dire qu'elle n'était pas autochtone de Grande-Bretagne. Les colons appelés aujourd'hui « Anglo-Normands » par les historiens ne se désignaient en effet pas ainsi, ni même comme un groupe, sinon de rares fois, et c'est alors sous le terme de « Franci », c'est-à-dire Français. « Marie de France » ne signifie ainsi peut-être que « Marie l'Anglo-Normande ».
Dans son roman Matrix, la romancière américaine Lauren Groff reprend l'hypothèse qui fait de Marie une fille naturelle de Geoffroy V d'Anjou. Elle lui invente une vie à la cour de son demi-frère Henri II et de son épouse Aliénor d’Aquitaine. Celle-ci la relègue à 17 ans dans une abbaye anglaise dont elle devient abbesse. Marie y écrit ses Lais et les Fables, sans quitter l’abbaye où elle passe l’essentiel de sa vie.

### Probable langue anglo-normande
Il est impossible de savoir dans quel milieu linguistique a grandi la future poétesse ou même en quelle langue elle a elle-même écrit. Les huit principaux manuscrits qui la font connaitre au chartiste contemporain sont des copies postérieures à sa mort rédigées tantôt en anglo-normand, principale langue littéraire du XIIe siècle après la langue d'oc, tantôt en francien, voire en picard.

### Carrière
Marie « de France », par ses connaissances littéraires, occupe un rang supérieur parmi les femmes mais aussi, par son talent d'écrivain, parmi tous les poètes anglo-normands de son siècle. Elle s'en distingue par l'audace de son propos sur l'amour. Elle cite Priscien, qui sert de cours durant le trivium. Elle a lu et étudié les auteurs de l'Antiquité enseignés à l'époque, Ovide et Phèdre certainement, Horace, Cicéron, Pline, Virgile, Tertullien, peut être, mais aussi les écrivains de la génération précédente, Wace, Thomas de Bretagne.
Marie précise en effet qu’elle a hésité longtemps à s’adonner à la poésie, qu'auparavant elle avait entrepris de traduire du latin plusieurs sujets tirés de l’histoire ancienne. Or ce genre de littérature, notion inventée aux temps modernes car à son époque légende et histoire se mélangent, était déjà très en vogue chez les écrivains de son temps, Philippe de Thaon, Geoffroy Gaimar, Simon de Freine, Robert de Ho, Everard de Kirkham, Samson de Nanteuil, Hélie de Winchester, Guillaume de Waddington, Étienne de Langton, Benoît de Sainte-Maure, Thomas de Horn... Ambitieuse et soucieuse de se distinguer, elle ne pouvait pas se résoudre à suivre la mode mais désirait être reconnue par un prince. C'est pourquoi, elle abandonna ce projet pour se consacrer entièrement à la transposition des lais bretons qu'elle avait entendus et dont elle avait gardé le souvenir, bien que, ou parce que cette langue lui sera restée totalement mystérieuse comme en témoignent ses erreurs dans les transcriptions dont elle abuse pour ajouter à l'exotisme.
La version qu'elle en propose est déjà célèbre autour de l'année 1180 et fait alors les délices des cours aristocratiques. Son contemporain Denis Pirame, tout en fustigeant l'engouement des courtisans pour une littérature de loisir, dit d'elle :
« E si en est ele mult loee
E la rime par tut àmee
Kar mult l'aiment si l'unt mult cher
Cunte baron e chivaler
E si enaiment mult l'escrit
Elire le funt si unt délit
E si les funt sovent retreire. »
« C'est qu'elle est très admirée
Et que ses rimes plaisent à tous.
Ils sont en effet nombreux à l'aimer et tenir en grande estime,
Comtes, barons, et chevaliers,
Et une fois qu'ils ont pris beaucoup de plaisir à ses écrits,
Ils les font choisir dès que l'occasion s'en présente,
Si bien qu'ils sont souvent récités. »
C'est toutefois à la traduction latine que, la réforme grégorienne s'employant à ne pas laisser trop de liberté aux femmes, elle revient, en écrivant des fables, qui font d'elle la première fabuliste française, puis, après 1189, une ou deux légendes démarquées d'une hagiographie plus conforme à l'ordre moral imposé par l'Église catholique. Elle vit alors, veuve ou célibataire, sous la protection d'un prudhomme.

## Thématiques

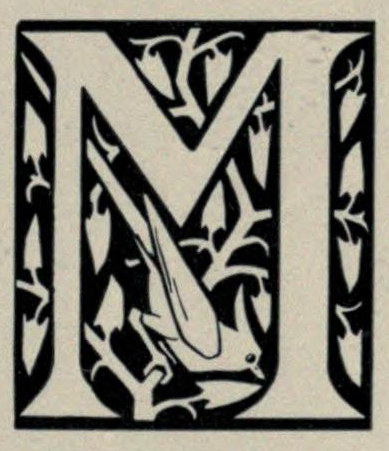
Dans trois des douze contes de Marie de France, Yonec, Eliduc, Laustic, l'oiseau, respectivement autour, cygne, rossignol, préside au désir, et, dans le dernier cas, symbolise par une mise en abyme la poétesse chantant l'amour courtois.

### Merveilleux breton
Poétesse, Marie dit avoir écrit et « assemblé » ses premiers textes à partir de « lais bretons ». Ce sont des légendes chantées en breton sur la rote ou la harpe voire la vièle par des bardes, lesquels sont, en Bretagne, en Cornouailles et au pays de Galles, des officiers de cour garants de la notoriété du prince qu'ils servent. Ces vestiges d'une tradition orale ont pour caractéristique d'abolir la frontière entre l'histoire et la légende, le merveilleux et la réalité. Les personnages historiques y sont fils de fées. Un pont franchi fait imperceptiblement entrer dans un autre monde.
Marie adapte ces légendes en vers, précisément en dialecte anglo-normand, nécessairement avec l'aide d'un de ses bardes les lui exposant en français. Ils sont aux romans bretons ce que seront plus tard les nouvelles par rapport aux romans. Un seul de ces contes, Lanval, est à proprement parler arthurien.

### Amour et vie de cour
L'amour en est le sujet principal, non pas tel qu'elle l'y a trouvé mais tel qu'elle l'y a mis. Elle n'hésite pas en effet à faire preuve d'invention. Les lais dont elle s'inspire lui fournissent les éléments mais pas le cadre social nouveau, celui de ses lecteurs contemporains, dans lequel elle déploie ses intrigues et sa morale courtoise. Le plus souvent, il s'agit d'amour contrarié par la société. Neuf des douze contes racontent des amours adultères. Le plus court mais peut-être le plus beau de ces textes, le Chevrefoil, reprend ainsi l'histoire de Tristan et Iseut telle qu'elle l'a lue dans la version de Thomas de Bretagne.

### Morale chevaleresque
Si plusieurs contes font intervenir le merveilleux, tous ont néanmoins le monde réel pour toile de fond, avec une conclusion plutôt pessimiste où la douleur et l'épreuve succèdent à la joie et au bonheur initial. La morale qui s'en dégage montre des préoccupations sociales mais c'est pour mieux affirmer les vertus féodales d'honneur, de fidélité, de justice, et partant louer un ordre aristocratique exaltant les rivalités et le mérite des uns à dominer, invitant les autres à se résigner à leur destin.

### Désir féminin
Si la littérature de chevalerie de Marie de France correspond à la société des hommes qui la lisent, il n'en est pas de même des femmes. Ses personnages féminins, ce qui était rare étant donné les mœurs de l'époque, vivent eux aussi des aventures, des expériences aux termes desquelles ils quittent définitivement leur vie antérieure, fût-ce par la mort.

## Style
Conteuse de talent, Marie de France ajoute une tonalité courtoise et poétique à la magie de la matière de Bretagne. Une discrète émotion se dégage de récits où l'auteur privilégie la pitié et la compassion pour ses personnages. Son style, à la différence des autres auteurs de cour habitués aux longs monologues, présente une remarquable économie de moyens. Il se reconnaît facilement à la sobriété dans la composition du récit, à un art très sûr de la mise en scène et à l'efficacité d'une langue simple et limpide.

## Œuvre

### Lais
Les douze « lais », terme que n'emploie pas l'auteur pour désigner ses propres productions mais les chansons dont elles s'inspirent, sont des contes en octosyllabes à rimes plates. Ils sont de longueurs inégales mais courtes, cent dix huit vers pour le Lai du Chèvrefeuille, le plus court, mil cent quatre vingt quatre pour le plus long, Eliduc. Ils peuvent être classés en deux catégories, les lais féériques (Lanval, Yonec…), où le merveilleux est un ressort essentiel, et les lais réalistes (Eliduc, Le Laostic…). Ce sont dans l'ordre du manuscrit le plus ancien et le plus complet
- Guigemar (Guyomarch II de Léon, héros d'une fée et appelé à faire régner les vertus chevaleresques),
- Equitan (nom d'un roi adultère puni par le mal qu'il voulait infliger),
- Freisne (le frêne, où est abandonné une enfant qui, devenue une belle servante, est reconnue par ses parents nobles),
- Bisclaveret (de bleizgarvet, en breton « transformé en loup cerf », thème proche de celui de La Belle et la Bête),
- Lanval (Sire Lanval accusé d'homosexualité par la reine Guenièvre),
- Les Deus Amanz (sur le thème de l'amour contrarié par des lois absurdes et de la mort qui réunit seule les amants),
- Yonec (nom du fils adultérin qui venge sa mère mal mariée à un vieillard jaloux),
- Laustic (du breton eostig, « rossignol », allégorie de la création poétique comme une réponse à l'adultère impossible),
- Milun (sur le thème de la filiation cachée),
- Chaitivel (« Le Malheureux », sort réservé au mari auquel la dame chaste préfère ses prétendants morts pour elle),
- Chevrefoil (le chèvrefeuille qui réunit les tombes des amants désunis),
- Eliduc (inversion du mythe de Tristan et Iseut sur le thème de la bigamie des marins et en réponse à celle ci, à travers l'évocation d'une belle au bois dormant, la solidarité féminine, voire le divorce.)

La seule copie qui, parmi quelques textes d'autres auteurs, les rassemble tous les douze date du milieu du XIIIe siècle, soit quatre à six décennies après la mort de Marie, et est rédigée en anglo-normand. Un recueil daté approximativement de la même période n'en présente que neuf parmi ceux d'autres auteurs. Trois manuscrits postérieurs incluent parmi d'autres textes un ou presque trois de ces contes. Guigemar, Lanval et une version incomplète de Yonec figurent dans un recueil postérieur à 1250 et rédigé en picard. Lanval figure dans un manuscrit anglo-normand de la fin du XIIIe siècle, Yonec, dans un manuscrit francien du XIVe siècle.

### Fables
Les Fables seraient, déclare l'autrice elle-même, une traduction de l'Isopet qui aurait appartenu au roi Alfred Le Grand. Elles ont été écrites entre 1167 et 1189. Elles offrent la première version en français des fables dites d'Ésope. Elles ont été retrouvées dispersées dans trente-trois manuscrits rédigés entre le XIIIe siècle et la fin du XVe siècle. Aucun de ces recueils tardifs n'est complet c'est-à-dire que certaines fables manquent dans l'un ou l'autre mais tous présentent celles-ci comme une collection. Elles ont été éditées pour la première fois en 1820 par Jean-Baptiste-Bonaventure de Roquefort.
Selon leur traductrice et éditrice Françoise Morvan, le nombre de manuscrits retrouvés et leur qualité - "certains d'entre eux sont des chefs-d'œuvre de l'enluminure" - prouvent que Marie de France fut d'abord renommée au Moyen Âge pour ses fables.
Le recueil en comprend 104 : une quarantaine est d'origine gréco-latine, puisant notamment dans les fables ésopico-phédrienne, principalement à partir du manuscrit du Romulus de Nilant, d'autres sont empruntés à la littérature arabe et à la mythologie celtique, ou encore de l'invention de Marie de France.
L'originalité de ces fables, selon Françoise Morvan, tient au fait que "l'oppression des pauvres est dénoncée avec virulence", sans pour autant tomber dans le manichéisme. Marie de France y dénonce les abus des puissants, et "fait une création esthétique au sens plein, exprimant une vision critique de la société, et portant une conception politique d'autant plus audacieuse en ce temps qu'exprimée par une femme".
D'après Baptiste Laïd, depuis Phèdre, aucun poète "en plus de mille ans d'histoire, n'avait proposé avant Marie un traitement si radical, si vaste et si inventif de la matière ésopique". Elle est la première à faire passer les fables d' "une langue antique à une langue moderne, d'un style prosaïque à un style poétique, caractérisé par le vers et la rime, et en bouleversant son horizon éthique par une réinterprétation de ses morales dans un contexte féodal". Plus qu'une traduction et une adaptation, Marie de France fait œuvre de "réinvention".
Quatre vingt dix neuf fables sont attribuées à Marie de France. Parmi celles ci, Ci dit d'un lou et d'un aignel qui bevoient a un ruissel, Uns lous et uns chiens s'encontrerent per un bois grant ou il alerent, D'un coc qui truva une gemme sor un fomeroi...

### Récits d'édification religieuse
Les deux cent trente octosyllabes du Purgatoire de saint Patrice ont été écrits postérieurement à 1189. Il s'agit d'une traduction du Tractatus de purgatorio sancti Patricii, composé en latin vers 1183 et attribué sans certitude au moine Henri de Saltrey. Le sujet en est breton, la descente du chevalier Owen au purgatoire depuis l'île irlandaise du Pèlerinage. Évocation détaillée des souffrances promises au pécheur, le thème en est chrétien mais s'inscrit dans la tradition du voyage dans l'au-delà. Le poème n'est connu que par un unique manuscrit rédigé en francien et daté de la fin XIIIe, soit près d'un siècle après la composition du texte et plus d'un demi siècle après la mort de Marie de France.
Marie de France serait en outre l'auteur de La Vie Seinte Audree.

### Enregistrements
- Lais et Fables de Marie de France, direction artistique Marie-Sophie Ferdane, choix des textes et traduction de Françoise Morvan Studio-Théâtre de la Comédie-Française, 24 juin 2012, avec France Culture (captation en ligne)
- Bisclavret, film d'animation d'Émilie Mercier, d'après la traduction de Françoise Morvan, Studio Folimage, Les Films du Nord, 2012.

### Mise en scène
- Les Fables de Marie de France, mise en scène Aurore Evain, traduction Françoise Morvan, avec Benjamin Haddad Zeitoun et Isabelle Olivier (harpe et création musicale), spectacle créé par la compagnie La Subversive à la Ferme de Bel Ebat - Théâtre de Guyancourt, 4-6 mars 2021.

#### Éditions anglaises
- Burgess, Glyn S. et Keith Busby, traducteurs, The Lais of Marie de France, Londres, Penguin, 1986.
- Curley, Michael, éditeur et traducteur, Saint Patrick's Purgatory : A poem by Marie de France, Binghamton, New York, Medieval and Renaissance Texts & Studies, 1993.
- Gallagher, Edward J., traducteur, The Lays of Marie de France, with introduction and commentary, Indianapolis et Cambridge, Massachusetts, Hackett Publishing, 2010.

#### Éditions françaises
- Tuffrau, Paul, Les Lais de Marie de France (transposition en français moderne), Paris, Piazza, 1923
- Rychner, Jean, Les Lais de Marie de France, Paris, Honoré Champion, 1983
- Brucker, Charles, éd. et trad., Les Fables de Marie de France, Louvain, Peeters, 1991, 2e éd. 1998 (glossaire et notes)
- Yolande de Pontfarcy, Marie de France. L'Espurgatoire Seint Patriz, Louvain, Peeters, 1995, X-308 p.
- A. Micha (trad.), Lais de Marie de France, Paris, Flammarion, coll. « Bilingue Littérature », 1999.
- Morvan, Françoise, traduction, présentation et notes des Lais de Marie de France, Babel-Actes sud, 2008.
- Morvan, Françoise, traduction, présentation et notes des Fables de Marie de France, Babel-Actes sud, 2010.
- Desgrugillers-Billard, Nathalie, traduction, présentation et notes des Lais, Fables et Purgatoire de saint Patrick, de Marie de France, édition Paléo, 2013
- Demilly, Christian, traduction, Fables de Marie de France, illustrées par Fred L., édition jeunesse Talents Hauts, 2022.
- Walter Philippe. Edition bilingue.Traduction, Lais. Folio-Gallimard. 2023.

#### Sur l'œuvre
- Schiött, Emil, L'Amour et les amoureux dans les lais de Marie de France, Thèse Lettres, Lund, 1889.
- Hoepffner, Ernest, « The Breton Lais », in Ages, Roger S. Loomis (éd.), Arthurian Literature in the Middle Ages, Clarendon Press, Oxford University, 1959  (ISBN 0198115881).
- Baum, Richard, Recherches sur les œuvres attribuées à Marie de France, Heidelberg, Winter (Annales Universitatis Saraviensis, Philosophische Facultät, 9), 1968, 241 p.
- K. Brightenback, « Remarks on the 'Prologue' to Marie de France's Lais », Romance Philology, 30 (1976), p. 168-77.
- H. Brät, « Marie de France et l'obscurité des anciens », Neuphilologische Mitteilungen 79 (1978), p. 180-84.
- Edgart Stenaert, Les lais de Marie de France : Du conte merveilleux à la nouvelle psychologique, Paris, Champion, 1978.
- Delclos, Jean-Claude, « Encore sur le prologue des Lais de Marie de France », Le Moyen Âge 90 (1984), p. 223-32.
- Burgess, Glyn S., The Lais of Marie de France : Text and context, Athens (USA), University of Georgia Press, 1987.
- Brucker, Ch., Les Fables de Marie de France, Louvain, Peeters, 1991, X-402 p.
- Jean Dufournet, Amour et merveille. Les lais de Marie de France, coll. Unichamp, Paris, Champion, 1995.
- Amer, Sahar, Esope au féminin, Marie de France et la politique de l'interculturalité, Amsterdam-Atlanta, Rodopi, 1999.
- McCash, June Hall, « La Vie seinte Audree : A fourth text by Marie de France? » dans Speculum 77 (2002), p. 744-77.
- Burgess, Glyn S., Marie de France, Research bibliographies and checklists : New series, vol. 8, Supplément 3, Woodbridge, Suffolk, Tamesis, 2007.
- Sergent, Bernard, L'Origine celtique des Lais de Marie de France, Genève, Droz, 2014.
- Laïd, Baptiste, L'élaboration du recueil de fables de Marie de France, Paris, Honoré Champion, 2020.

#### Sur l'auteur
- Elizabeth A. Francis, « Marie de France et son temps », Romania, no 7,‎ 1951.
- (en) J. Ferrante, « The French courtly poet: Marie de France », dans Medieval Women Writers, Athènes, K. M Wilson, 1984, p. 64-89.
- (en) Virgina Blain et al., « Marie de France », dans The feminist companion to literature in English, Yale UP, 1990, p. 714.
- (en) Diane Watt, Medieval women's writing, Polity, 2008.
- Carla Rossi, Marie de France et les érudits de Cantorbéry, Paris, Éditions Classiques Garnier, 2009 (lire en ligne)
- Anne Paupert, « Deux femmes auteurs au Moyen Âge : Marie de France et Christine de Pizan », Revue de la BNF, no 39,‎ 2011, p. 6-13 (lire en ligne)

### Pour un aperçu
- Régine Pernoud La femme au temps des cathédrales, Éditions Stock, 1980.